# All About Eve (groupe)
Pour les articles homonymes, voir All About Eve.
All About Eve est un groupe de rock britannique composé principalement de Julianne Regan (chant), Andy Cousin (basse) et Tim Bricheno (guitare).
Leur musique, parfois qualifiée abusivement de gothique, est un mélange de sonorités pop, rock et folk. Ils sont très liés avec le groupe The Mission. Leur nom provient d'un titre de film de Joseph Mankiewicz avec Bette Davis intitulé Ève en français.

## Historique
Julianne Regan, ancienne journaliste du NME, joue d'abord de la basse au sein des Gene Loves Jezebel. Avec Manuela Zwingmann d'Xmal Deutschland, elle fonde le groupe le groupe The Swarm en 1985, qui devient ensuite All About Eve. Après deux singles, Julianne participe, en tant que choriste, à l'album God's Own Medicine de The Mission, ce qui confère à All About Eve une certaine popularité auprès des fans du groupe, et attire l'attention du label Phonogram.
Leur premier album éponyme, produit par Paul Samwell-Smith, sort en 1988 et se classe à la 7e place dans les charts anglais. Le second album est édité l'année suivante et s'intitule Scarlet and Other Stories.
En 1990, Bricheno quitte le groupe pour jouer de la guitare sur l'album Vision Thing de The Sisters of Mercy. Il est remplacé par Marty Willson-Piper de The Church. Ils enregistrent l'album Touched By Jesus en 1991 auquel participe David Gilmour de Pink Floyd, puis Ultraviolet l'année suivante.
Le groupe s'interrompt ensuite pendant plusieurs années, avant que The Mission ne leur demande de partir en tournée avec eux. Dans l'intervalle, Andy Cousin a d'ailleurs officié dans la bande de Wayne Hussey. All About Eve sort ensuite deux albums live acoustiques en 2000 et 2001, Fairy Light Nights I et II, suivis par deux autres live électriques.
Julianne Regan a également formé les groupes Mice (avec d'autres membres d'All About Eve), Jules et Jim et The Dadaists. En 2011, elle enregistre, en duo avec Wayne Hussey, un album de reprises intitulé Curios.
En 2019, Julianne Regan et Tim Bricheno enregistrent deux nouveaux titres, Pale Blue Earth et Seance, publiés sur YouTube. En juillet 2023, le duo annonce la sortie prochaine d'un nouvel album.

## Discographie

### Albums studio
- All About Eve (1988)
- Scarlet and Other Stories (1989)
- Touched by Jesus (1991)
- Ultraviolet (1992)

### Albums live
- Live at Brixton Academy (1989)
- Live at Brixton Academy (1993)
- Fairy Light Nights – Live Acoustic (2000)
- Fairy Light Nights Two – Live Acoustic (2001)
- Live and Electric at the Union Chapel (2001)
- Cinemasonic (2003)